# Explosionsunglück in der Festung Dailly
Das Explosionsunglück in der Festung Dailly ereignete sich am 28. Mai 1946 um 23:38 Uhr. Dabei zerrissen gewaltige Explosionen die Festung Dailly bei Saint-Maurice im Schweizer Kanton Waadt, wodurch zehn Menschen ums Leben kamen. Es war eine der verheerendsten Katastrophen in der Schweizer Militärgeschichte.

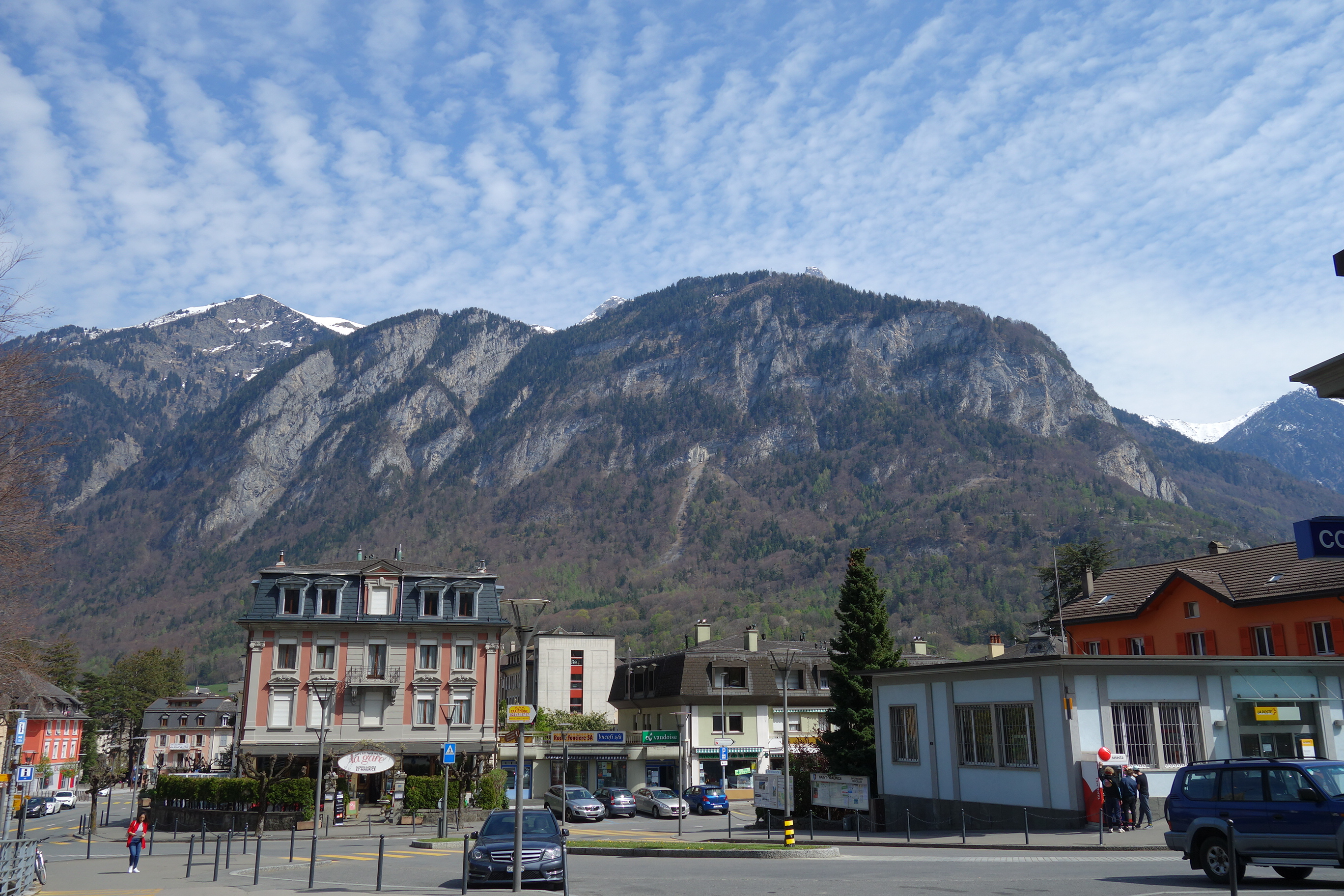
Festung Dailly am Berg

## Hergang
Am 29. Mai 1946 vor Mitternacht explodierte in der Galerie d’Aiguille der Festung Dailly eine vermutete Menge von mehreren tausend Tonnen Munition und Sprengstoff. Die Festungsanlage war Teil des Schweizer Réduits und bildete zusammen mit den Festungen Cindey und Fort du Scex den westlichen Verteidigungsriegel in den Alpen.
Die betroffene Galerie d’Aiguille war eine neue, kurz vor dem Aktivdienst begonnene Anlage, bestehend aus einem 500 Meter langen Hauptgang. Von diesem zweigten nach Norden und Süden Zugänge zu je einer Batterie mit 10,5-cm-Kanonen, drei Munitionsmagazinen und einer Energiezentrale ab. In den drei Munitionsmagazinen befanden sich je 5500 Stück 10,5-cm-Granaten, 24-mm-Tankbüchsen-Munition, Handgranaten und Gewehrmunition.
In der Unglücksnacht waren keine Soldaten in der Anlage, jedoch zehn zivile Arbeiter der Bauunternehmerfirma Ganty aus Montreux, die Ausbesserungsarbeiten durchführten. Fünf Arbeiter hielten sich in der Kaserne XII auf, weitere fünf arbeiteten im Stollen der neu erstellten unterirdischen Standseilbahn Dailly-Savatan.
Um 23:38 Uhr ereigneten sich drei Explosionen. Jede begann mit einer starken Lichterscheinung, gefolgt von einem ohrenbetäubenden Knall und der Streuwirkung von Steinen und Geschossteilen auf die umliegenden Hänge, teilweise bis zum Dorf Morcles VD. Als erstes explodierte das Munitionsmagazin Nr. 1, was die Kettenreaktionen in den Magazinen Nr. 3 und schliesslich Nr. 2 auslöste. Alle zehn anwesenden Arbeiter kamen dabei ums Leben.
Die Explosionen entfalteten eine ungeheure Zerstörungskraft: Ein massiver Felsbrocken von 35 Tonnen riss aus der Wand heraus und flog 150 Meter weit. Die Explosion schleuderte eine Fliegerbombe ins Freie, sie landete zwei Kilometer entfernt.

## Ursache
Die genaue Ursache der Explosion konnte nie eindeutig festgestellt werden. Das Gutachten der Experten gelangte zur Schlussfolgerung, dass die Ursache des Unglücks wahrscheinlich in der «Selbstentzündung von Nitro-Zellulose-Pulver durch chemische Zersetzung» zu suchen sei.
Die Nitrozellulosepulver galten als instabil und zur Selbstzersetzung neigend. Seit Jahrzehnten galt es als anerkannte Regel, dass unstabile, zur Selbstzersetzung neigende und daher gefährliche Munitionsbestände nicht zusammen mit stabilen Sprengstoffen gelagert werden dürfen. Diese Regel war in der Festung Dailly missachtet worden.
Ein strafrechtlicher Tatbestand wurde nicht festgestellt, obwohl die gemeinsame Lagerung verschiedener Munitionstypen gegen militärische Sicherheitsvorschriften verstiess.

## Schäden und Folgen
Die Explosionen verursachten massive Zerstörungen in der gesamten Festungsanlage:
- Vernichtung der Geschütze Nr. 2 und 3 der Batterie Nord samt Schiessscharten
- Zerstörung der Geschütze 3 und 4 der Batterie Süd
- Starke Beschädigung der Bergstation der Luftseilbahn
- Zerstörung einer alten Haubitzstellung mit 12-cm-Geschütz
- Teilweiser Einsturz der Kaserne XII
- Beschädigung der elektrischen Hauptleitung
- Gespaltene Rohöltanks mit ausgeflossenem Inhalt
- Vollständige Zerstörung aller drei Munitionsmagazine der Galerie d’Aiguille

Der bei der Versicherung angemeldete Schaden belief sich auf 5,4 Millionen Schweizer Franken bei einer Gesamtversicherungssumme aller Festungswerke von 86 Millionen Franken.

### Sicherheitsverbesserungen
Nach der Katastrophe führte die Schweizer Armee umfassende Sicherheitsmassnahmen ein:
- Getrennte Lagerung von Zündern, Granaten und Ladungen
- Erhöhung der Sicherheitsstandards für Munitionsdepots
- Regelmässigere Kontrollen der Lagerbestände

Die zerstörte Festung Dailly wurde neu aufgebaut und den aktuellen Anforderungen angepasst. Dabei wurden unter anderem zwei einzigartige 15-cm-Panzertürme eingebaut.

### Verbindung zur Explosion von Mitholz
Die nach der Explosion von Dailly eingeführten Sicherheitsmassnahmen waren am 19. Dezember 1947 im Munitionsdepot Mitholz noch nicht vollständig umgesetzt, als sich dort eine ähnliche Katastrophe ereignete, die ebenfalls neun Todesopfer forderte. In der Interpellation im Nationalrat vom 9. März 1948 wurde kritisiert, dass «man sich nach der Explosion von Dailly veranlasst gesehen hat, eine ganze Reihe neuer Sicherheitsmassnahmen anzuordnen, ist gleichbedeutend mit dem Geständnis, dass man eben diese Sicherheitsmassnahmen vorher unterlassen hat».